# Stelle principali della costellazione del Cigno
Segue un prospetto delle stelle principali della costellazione del Cigno, elencate per magnitudine decrescente.